# Angelus novus (Klee)
Pour les articles homonymes, voir Angelus Novus.
Angelus novus est une aquarelle de Paul Klee peinte en 1920 et faisant actuellement partie de la collection du musée d'Israël, à Jérusalem.

## Présentation
Le philosophe et critique d'art allemand Walter Benjamin, à qui le tableau appartient jusqu'à sa mort, contribua grandement à sa notoriété, il en parle comme suit dans la neuvième thèse de son essai Sur le concept d'histoire :

« Il existe un tableau de Klee qui s'intitule Angelus novus. Il représente un ange qui semble avoir dessein de s'éloigner de ce à quoi son regard semble rivé. Ses yeux sont écarquillés, sa bouche ouverte, ses ailes déployées. Tel est l'aspect que doit avoir nécessairement l'ange de l'histoire. Il a le visage tourné vers le passé. Où paraît devant nous une suite d'événements, il ne voit qu'une seule et unique catastrophe, qui ne cesse d'amonceler ruines sur ruines et les jette à ses pieds. Il voudrait bien s'attarder, réveiller les morts et rassembler les vaincus. Mais du paradis souffle une tempête qui s'est prise dans ses ailes, si forte que l'ange ne peut plus les refermer. Cette tempête le pousse incessamment vers l'avenir auquel il tourne le dos, cependant que jusqu'au ciel devant lui s'accumulent les ruines.
Cette tempête est ce que nous appelons le progrès. »

— Walter Benjamin,  Sur le concept d'histoire
Ce tableau de Paul Klee est exposé pour la première fois en mai-juin 1920 à la galerie Hans Goltz à Munich. Walter Benjamin l'acquiert en mai ou au début de juin 1921 pour la somme de 1 000 reichsmarks et le met d'abord en dépôt chez son ami Gershom Scholem. En novembre 1921, Scholem expédie l'aquarelle à Berlin, où Benjamin a trouvé un nouvel appartement. En septembre 1933, Benjamin émigre vers Paris, fuyant l'Allemagne nazie, laissant derrière lui le tableau qu'il ne récupère qu'en 1935 grâce à des amis. Lorsque Benjamin quitte Paris en juin 1940, il demande à Georges Bataille de le cacher à la Bibliothèque nationale, rue de Richelieu. Après la guerre, le tableau est récupéré par Theodor W. Adorno qui, selon la volonté de Benjamin, par testament datant de 1932, le remet à Scholem qui vit à Jérusalem. Les ayants droit de Scholem le donnent ensuite au musée d'Israël.
Par ailleurs, Benjamin souhaita, dans les années 1920, fonder une revue intitulée Angelus novus mais son projet n'aboutit pas.
Des artistes et musiciens se sont ouvertement inspirés de cette œuvre et de sa signification,. Par exemple, la création de Sylvain Creuzevault Angelus Novus Antifaust — pièce créée en septembre 2016 au TNS — cite explicitement l’œuvre de Klee ainsi que l'interprétation de Walter Benjamin.